# Eugenie Anderson
Helen Eugenie Moore Anderson (Adair, 26 de mayo de 1909-Red Wing, 31 de marzo de 1997) fue una diplomática estadounidense. Fue la primera mujer nombrada jefa de misión con cargo de embajadora en la historia de los Estados Unidos, representando a su país en Dinamarca y Bulgaria.

## Biografía

### Primeros años
Nació el 26 de mayo de 1909, en Adair (Iowa), hija del sacerdote matodista Ezekial A. Moore y su esposa, FloraBelle. Estudió música en la Escuela Juilliard de Nueva York; su idea era ser concertista de piano. En 1929 se trasladó al Carleton College, donde se graduó en 1931.

### Carrera
A ráiz de un viaje a Europa en 1937, Anderson desarrolló interés por los asuntos internacionales, por la Liga de Mujeres Votantes y por la lucha contra las políticas aislacionistas de la época.
En 1944 ayudó a crear el Partido Demócrata-Agrario-Laborista de Minesota (DFL). Cuatro años después fue elegida para ejercer un cargo en el Partido Demócrata nacional. En 1948, cuando el DFL se separó del Partido Demócrata nacional por diferencias sobre los objetivos y la ideología, apoyó a Hubert Humphrey. Fue recompensada por este apoyo en 1949, cuando el presidente Harry S. Truman la nombró embajadora de los Estados Unidos en Dinamarca (1949-1953).
El nombramiento de Truman la convirtió en la primera mujer jefa de misión a nivel de embajadora en la historia de los Estados Unidos (la primera jefa de misión con rango de ministra fue Ruth Bryan Owen en 1933, también ante Dinamarca). Su popularidad y su alto perfil político le permitieron ejercer cierta influencia en Dinamarca, logrando que el país se comprometiera con la OTAN, fortaleciendo el Tratado de Groenlandia. En 1950 se convirtió en la primera mujer estadounidense en firmar un tratado, el Tratado de Comercio y Amistad con Dinamarca, que ella redactó. Cuando renunció al cargo en 1953, el rey Federico IX le otorgó la Gran Cruz de la Orden de Dannebrog.
En 1958 hizo campaña con el DFL, postulándose candidata para senadora de los Estados Unidos. Aunque no salió elegida, años más tarde John F. Kennedy la nombró embajadora en Bulgaria (1962-1964).
Por mediación de Lyndon B. Johnson formó parte del Consejo de Administración Fiduciaria de las Naciones Unidas y del Comité de Descolonización de las Naciones Unidas.